# Pfarrkirche Pöchlarn

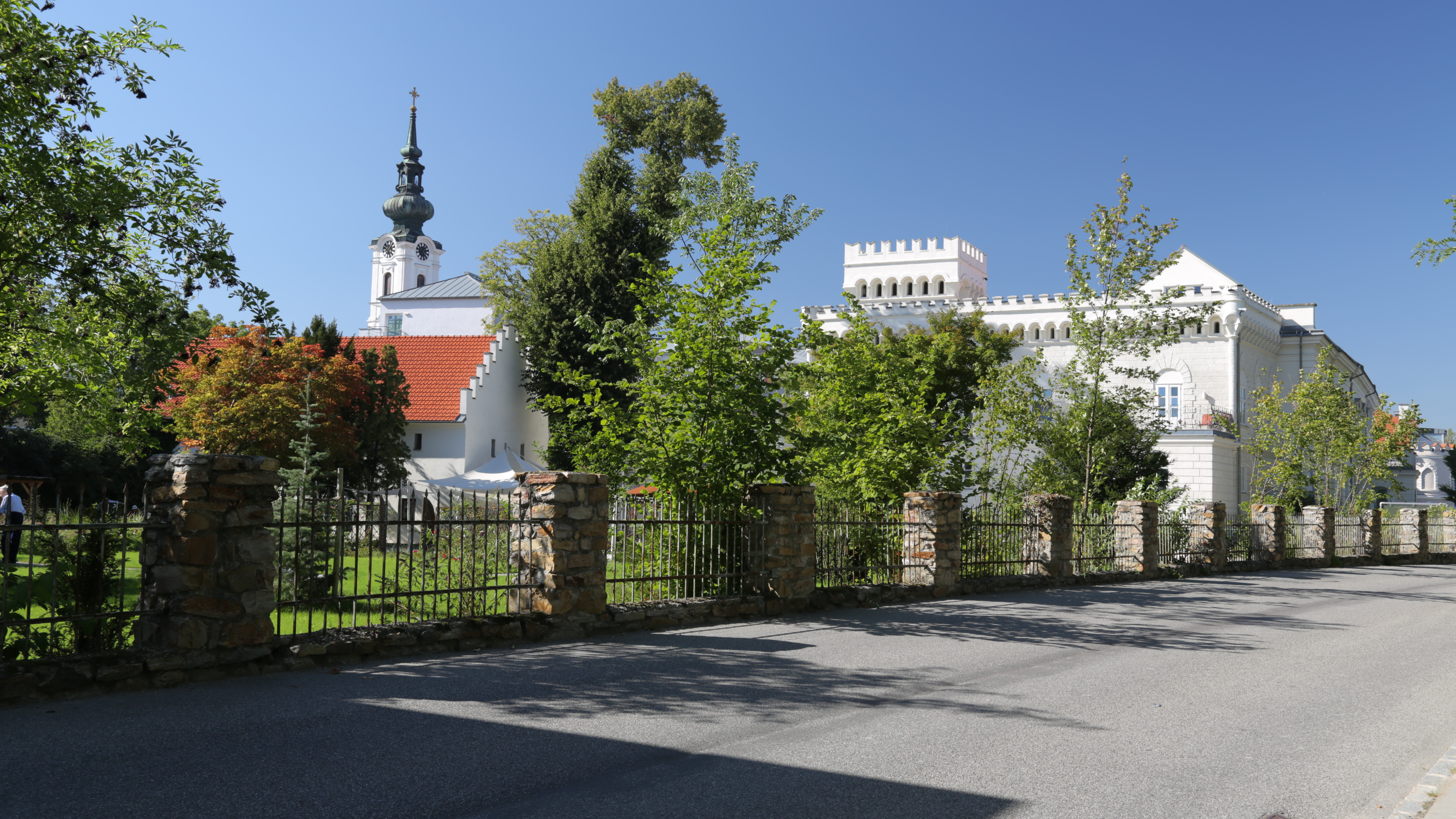
Katholische Pfarrkirche Mariä Himmelfahrt in Pöchlarn

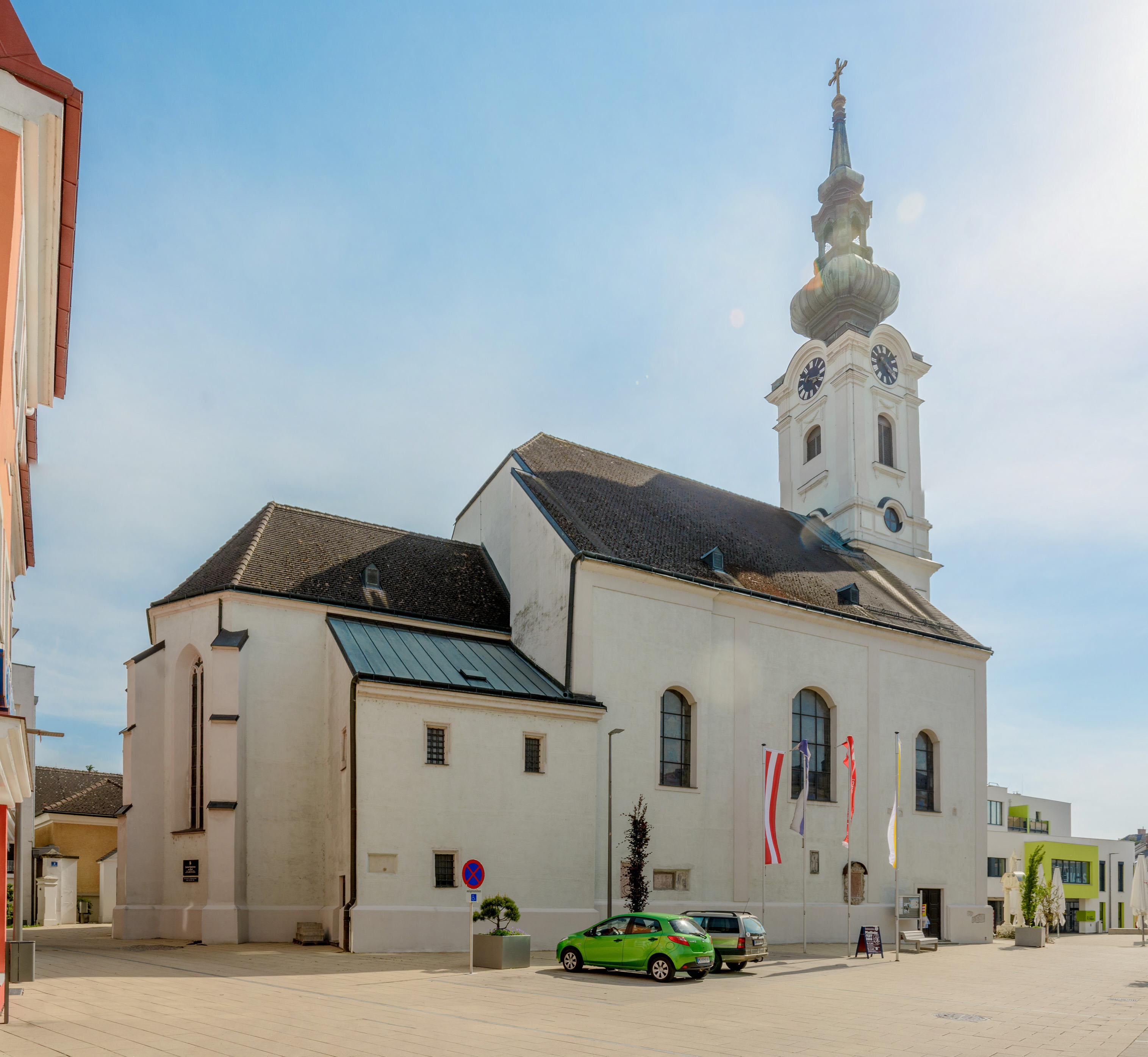
Kirchenäußeres zum Kirchenplatz

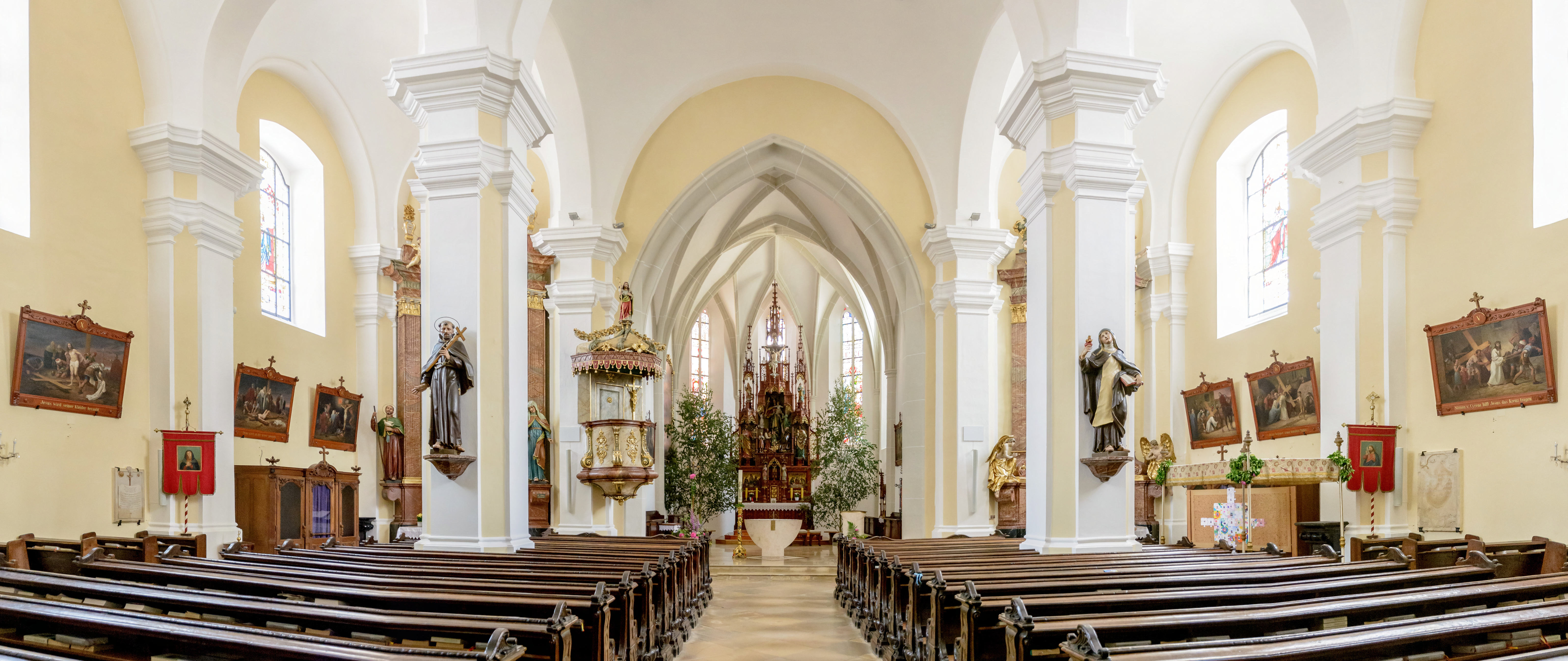
Langhaus: Blick zum Chor

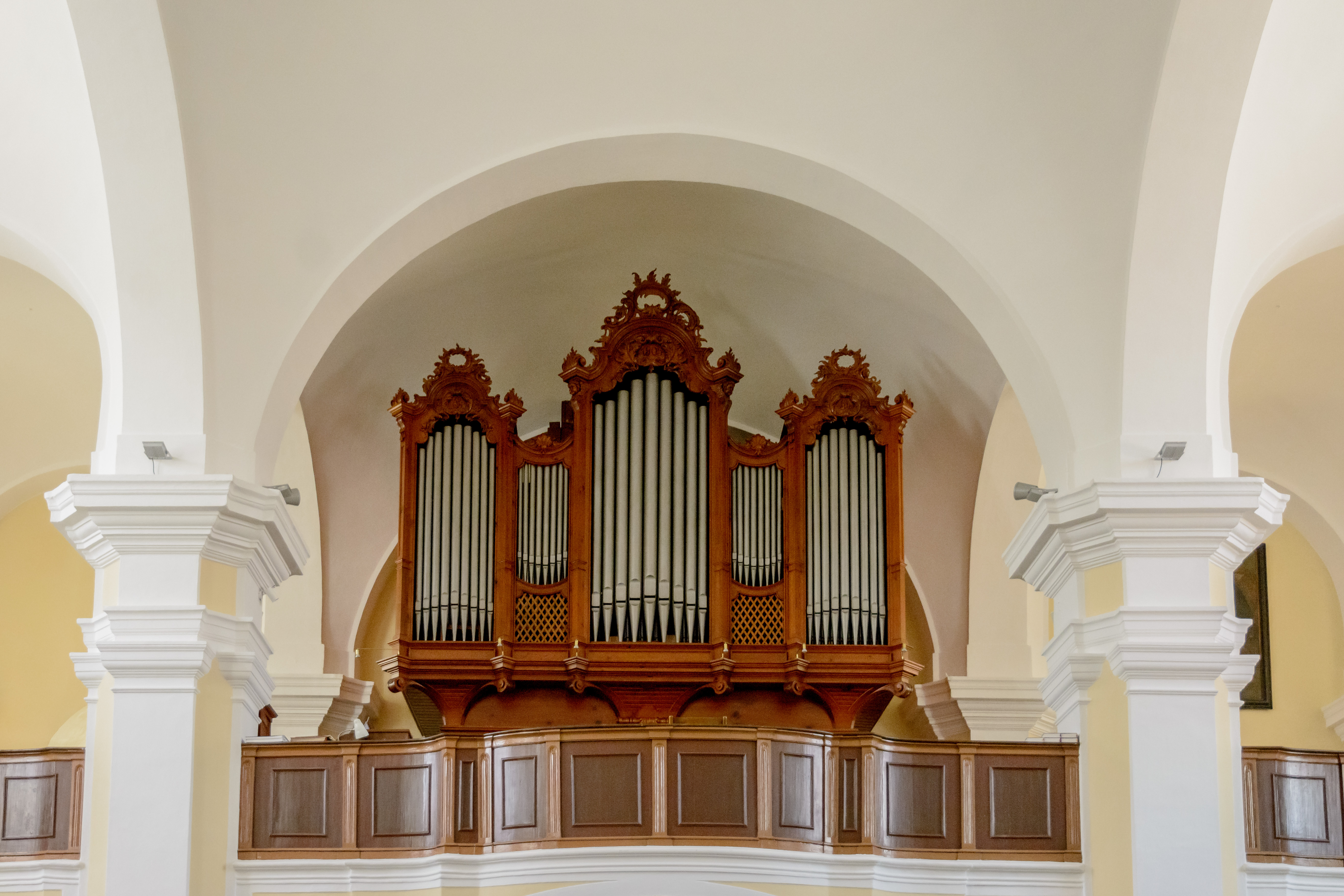
Orgel auf der Empore

Die Pfarrkirche Pöchlarn steht frei eng umstellt vom ehemaligen Karner und dem Haus Wiener Straße und mit dem Westturm am Haus Kirchenplatz Nr. 1 anschließend am Standort des ehemaligen römischen Prätoriums am Kirchplatz und auf engem Raum an der Pfarrgasse in der Stadtgemeinde Pöchlarn im Bezirk Melk in Niederösterreich. Die auf das Fest Mariä Himmelfahrt geweihte römisch-katholische Pfarrkirche gehört zum Dekanat Ybbs in der Diözese St. Pölten. Die Kirche steht unter Denkmalschutz (Listeneintrag).

## Geschichte
Die Rechte der Pfarre lagen im 9. Jahrhundert bei der Peterskirche östlich außerhalb der Stadtmauer an der Donau beim Dorf Pöchlarn, diese gegen 1100 Pfarre, urkundlich 1168 Pfarre, 1499 einsturzgefährdet, 1744 durch einen Eissturz schwer beschädigt, 1744 war der dortige Friedhof noch in Funktion, 1786 entweiht und 1793 abgetragen. Die pfarrlichen Rechte gingen im 16. Jahrhundert an die 1435 urkundlich genannte Frauenkirche übertragen und blieb bis 1803 beim Bistum Regensburg, danach Diözese St. Pölten.
Der im Kern spätgotische Kirchenbau, der Chor nennt 1486, das Langhaus nennt 1496, wurde nach einem Brand von 1766 bis 1768 wahrscheinlich von Johann Michael Ehmann barockisiert. Der Nordturm ist nach dem Brand 1766 eingestürzt, der neue hohe Westturm wurde 1775 bis 1781 errichtet. Der Friedhof um die Kirche wurde 1784 aufgelassen.

## Architektur
Das Kirchenäußere zeigt ein hoches breites ungegliedertes Langhaus mit Rundbogenfenster unter einem Schopfwalmdach, ein Steinquader zeigt die Ritzung 1496. Die Portalvorhalle mit einem Kreuzgratgewölbe schützt das schlichte spätgotische Schulterportal. Der mächtige hohe vorgestellte viergeschoßige Westturm hat eine ausgewogene barocke Gliederung mit Eckpilaster, Putzfeldschichtung, Rundbogennischen und Rundbogenfenster, eine zweigeschoßiges Schallhaus mit Uhrengiebeln, er trägt eine stark eingeschnürten Zwiebelhelm mit hoher Zwiebellaterne. Das Turmerdgeschoß schützt ein spätgotisches Schulterportal in hoher vielfach profilierter durchstäbter Spitzbogenrahmung, von einem barocken Platzlgewölbe leicht überschnitten. Der stark eingezogene Chor mit Polygon und Strebepfeilern hat zweibahnige Maßwerkfenster mit Vierpässen, in den Chorwinkeln stehen zweigeschoßige Anbauten unter Pultdächern, im Süden mit Portalvorbau aus 1771/1781, im Norden mit spätgotischen Fenstern mit Stabrahmungen und Steckgittern um 1500.
Es gibt zahlreiche vermauerte Spolien. 
Das Kircheninnere zeigt eine weite dreischiffige Halle über einer annähernd quadratischen Grundfläche, das Mittelschiff ist breiter, über hohen schlanken abgefasten Pfeilern und Halbpfeilern an der Wand mit Pilastern und Gebälk mit Platzlgewölben auf Gurt- und Scheidbögen. Im Westjoch befindet sich eine dreischiffige kreuzgratunterwölbte Empore, der Zugang erfolgt über zwei in der Westwand eingebaute spätgotische Wendeltreppen, deren Portale sind gefast bzw. haben eine spätgotische Stabrahmung. Der Triumphbogen ist leicht eingezogen spätgotische gekehlt und profiliert, im Osten mit 1486. An das quadratische Chorjoch mit einem Kreuzrippengewölbe schließt ein Fünfachtelschluss an, die polygonalen und halbrunden Dienste reichen bis zum Boden, um 1486. Barocke Portale führen in die Choranbauten, im Süden unter einer barocken Stichkappentonne, im Norden mit einer Tonne mit unregelmäßig gesetzten Stichkappen um 1500, die Oratorienfenster zeigen geohrte Rahmungen.
Die ornamentalen Glasmalereien zeigen im Polygon Mariä Verkündigung und Begegnung an der Goldenen Pforte um 1900, im Langhaus Herz Jesu aus 1908, vielfigurige Kreuzigung aus 1911, hl. Monika um 1911, hl. Antonius um 1911, Christus in der Werkstatt Josefs aus 1911, Herz Mariä aus 1908, alle von Ostermann und Hartwein.
Die Orgel aus 1905 mit 20 Registern stammt von Johann Lachmayr.